# Washington Open 2014 - Qualificazioni singolare maschile
Le qualificazioni del singolare maschile al Washington Open 2014 sono state un torneo di tennis preliminare per accedere alla fase finale della manifestazione. I vincitori dell'ultimo turno sono entrati di diritto nel tabellone principale. In caso di ritiro di uno o più giocatori aventi diritto a questi sono subentrati i lucky loser, ossia i giocatori che hanno perso nell'ultimo turno ma che avevano una classifica più alta rispetto agli altri partecipanti che avevano comunque perso nel turno finale.

## Teste di serie
1. Samuel Groth (ultimo turno, Lucky loser)
2. Yūichi Sugita (qualificato)
3. Yuki Bhambri (primo turno, ritirato)
4. Rajeev Ram (qualificato)
5. Marius Copil (ultimo turno)
6. Alex Kuznetsov (qualificato)

1. Illja Marčenko (qualificato)
2. Zhang Ze (ritirato)
3. Michaël Llodra (primo turno, ritirato)
4. Gonzalo Lama (primo turno)
5. Emilio Gómez (ultimo turno)
6. Steven Diez (primo turno)

## Qualificati
1. Robby Ginepri
2. Yūichi Sugita
3. Jared Donaldson

1. Rajeev Ram
2. Illja Marčenko
3. Alex Kuznetsov

### Lucky losers
1. Samuel Groth

## Tabellone

### Legenda
| - Q = Qualificato - WC = Wild card - LL = Lucky loser | - ALT = Alternate - SE = Special Exempt - PR = Protected Ranking | - w/o = Walkover - r = Ritirato - d = Squalificato |

### Sezione 1
|  | Primo turno | Primo turno   | Primo turno | Primo turno | Primo turno |  |  | Ultimo turno | Ultimo turno  | Ultimo turno  | Ultimo turno | Ultimo turno |  |
|  |             |               |             |             |             |  |  |              |               |               |              |              |  |
|  | 1           | Samuel Groth  | 3           | 7           | 6           |  |  |              |               |               |              |              |  |
|  | WC          | Stefan Kozlov | 6           | 65          | 4           |  |  | 1            | Samuel Groth  | Samuel Groth  | 4            | 4            |  |
|  |             | Robby Ginepri | 4           | 6           | 6           |  |  |              | Robby Ginepri | Robby Ginepri | 6            | 6            |  |
|  | 12          | Steven Diez   | 6           | 4           | 4           |  |  |              |               |               |              |              |  |

### Sezione 2
|  | Primo turno | Primo turno        | Primo turno        | Primo turno | Primo turno |  |  | Ultimo turno | Ultimo turno  | Ultimo turno  | Ultimo turno | Ultimo turno |  |
|  |             |                    |                    |             |             |  |  |              |               |               |              |              |  |
|  | 2           | Yūichi Sugita      | Yūichi Sugita      | 7           | 6           |  |  |              |               |               |              |              |  |
|  |             | Takanyi Garanganga | Takanyi Garanganga | 65          | 4           |  |  | 2            | Yūichi Sugita | Yūichi Sugita | 6            | 6            |  |
|  | WC          | Justin Shane       | Justin Shane       | 4           | 4           |  |  | Alt          | Andrew Carter | Andrew Carter | 0            | 1            |  |
|  | Alt         | Andrew Carter      | Andrew Carter      | 6           | 6           |  |  |              |               |               |              |              |  |

### Sezione 3
|  | Primo turno | Primo turno     | Primo turno     | Primo turno | Primo turno |  |  | Ultimo turno    | Ultimo turno    | Ultimo turno    | Ultimo turno | Ultimo turno |  |
|  |             |                 |                 |             |             |  |  |                 |                 |                 |              |              |  |
|  | 3           | Yuki Bhambri    | 6               | 6(1)        | 0r          |  |  |                 |                 |                 |              |              |  |
|  |             | Sekou Bangoura  | 2               | 7           | 0           |  |  | Sekou Bangoura  | Sekou Bangoura  | Sekou Bangoura  | 3            | 1            |  |
|  |             | Jared Donaldson | Jared Donaldson | 6           | 6           |  |  | Jared Donaldson | Jared Donaldson | Jared Donaldson | 6            | 6            |  |
|  | 10          | Gonzalo Lama    | Gonzalo Lama    | 1           | 1           |  |  |                 |                 |                 |              |              |  |

### Sezione 4
|  | Primo turno | Primo turno    | Primo turno    | Primo turno | Primo turno |  |  | Ultimo turno | Ultimo turno | Ultimo turno | Ultimo turno | Ultimo turno |  |
|  |             |                |                |             |             |  |  |              |              |              |              |              |  |
|  | 4           | Rajeev Ram     | Rajeev Ram     | 7           | 6           |  |  |              |              |              |              |              |  |
|  |             | Michael Shabaz | Michael Shabaz | 5           | 2           |  |  | 4            | Rajeev Ram   | Rajeev Ram   | 6            | 7            |  |
|  |             | Sanam Singh    | 4              | 7           | 1           |  |  | 11           | Emilio Gómez | Emilio Gómez | 4            | 62           |  |
|  | 11          | Emilio Gómez   | 6              | 65          | 6           |  |  |              |              |              |              |              |  |

### Sezione 5
|  | Primo turno | Primo turno       | Primo turno       | Primo turno | Primo turno |  |  | Ultimo turno | Ultimo turno   | Ultimo turno | Ultimo turno | Ultimo turno |  |
|  |             |                   |                   |             |             |  |  |              |                |              |              |              |  |
|  | 5           | Marius Copil      | Marius Copil      | 6           | 6           |  |  |              |                |              |              |              |  |
|  |             | Saketh Myneni     | Saketh Myneni     | 2           | 4           |  |  | 5            | Marius Copil   | 7            | 64           | 4            |  |
|  |             | Antoine Benneteau | Antoine Benneteau | 3           | 4           |  |  | 7            | Illja Marčenko | 63           | 7            | 6            |  |
|  | 7           | Illja Marčenko    | Illja Marčenko    | 6           | 6           |  |  |              |                |              |              |              |  |

### Sezione 6
|  | Primo turno | Primo turno    | Primo turno    | Primo turno | Primo turno |  |  | Ultimo turno | Ultimo turno   | Ultimo turno | Ultimo turno | Ultimo turno |  |
|  |             |                |                |             |             |  |  |              |                |              |              |              |  |
|  | 6           | Alex Kuznetsov | Alex Kuznetsov | 6           | 6           |  |  |              |                |              |              |              |  |
|  | WC          | Ryan Shane     | Ryan Shane     | 2           | 1           |  |  | 6            | Alex Kuznetsov | 3            | 6            | 6            |  |
|  | WC          | Jordi Arconada | Jordi Arconada | 3           |             |  |  | WC           | Jordi Arconada | 6            | 1            | 0            |  |
|  | 9           | Michaël Llodra | Michaël Llodra | 2           | r           |  |  |              |                |              |              |              |  |